# گاچای
گاچای (به مجاری:  Gacsály) یک منطقهٔ مسکونی در مجارستان است که در ناحیه فهردیارمات واقع شده‌است. گاچای ۱۹٫۸۲ کیلومتر مربع مساحت و ۹۱۸ نفر جمعیت دارد.